# Matelea dwyeri
Matelea dwyeri är en oleanderväxtart som beskrevs av G. Morillo. Matelea dwyeri ingår i släktet Matelea och familjen oleanderväxter. Inga underarter finns listade i Catalogue of Life.